# Puebla (bướm đêm)
Puebla (bướm đêm) là một chi bướm đêm thuộc họ Geometridae.

## Hình ảnh

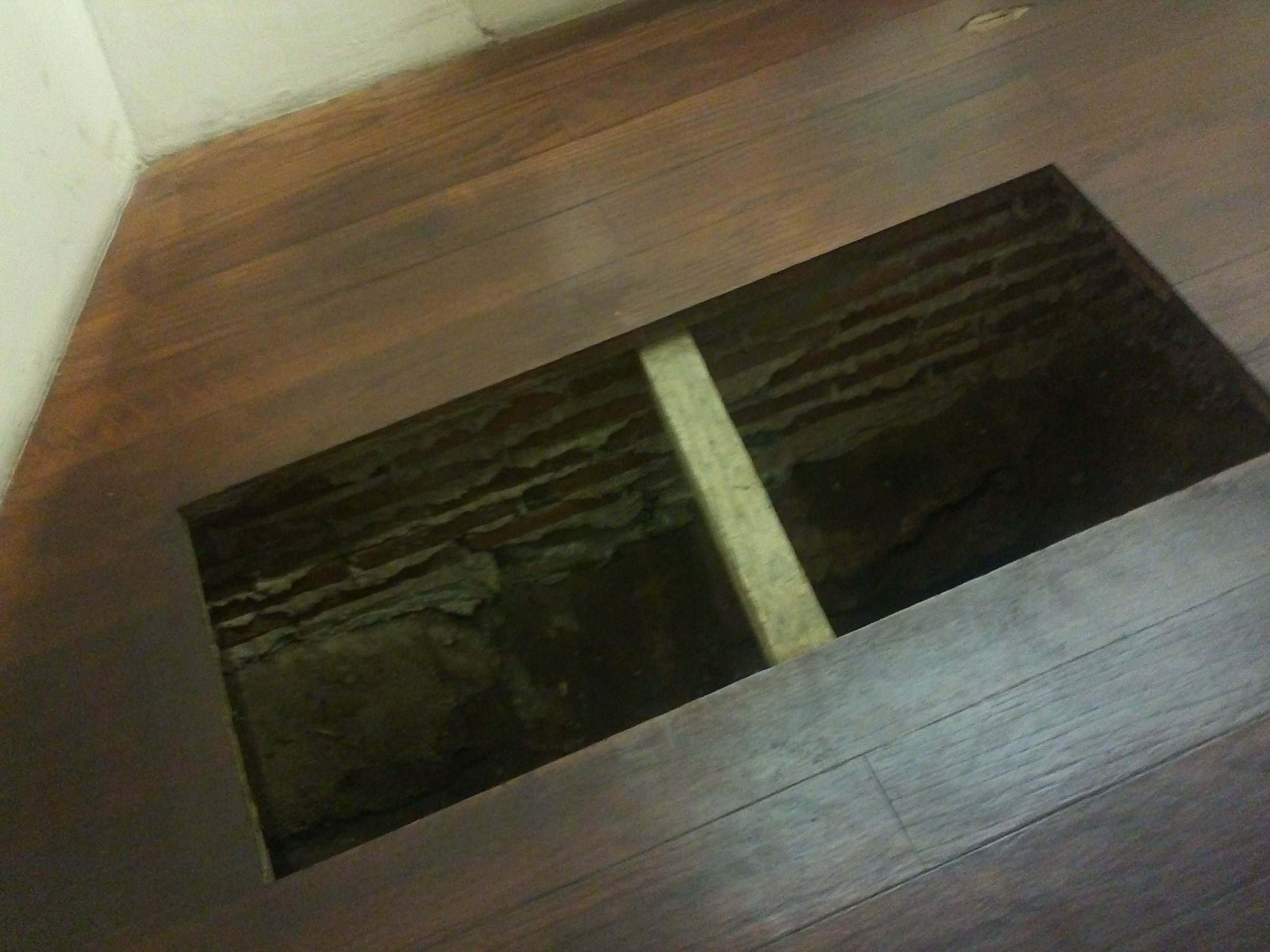
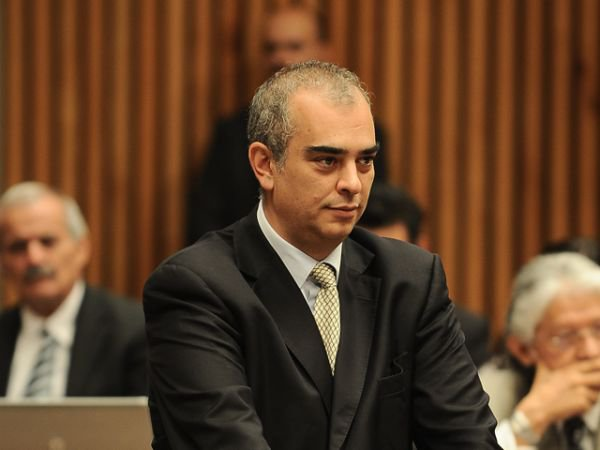
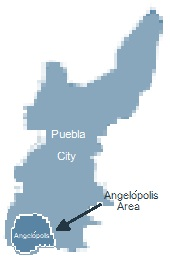
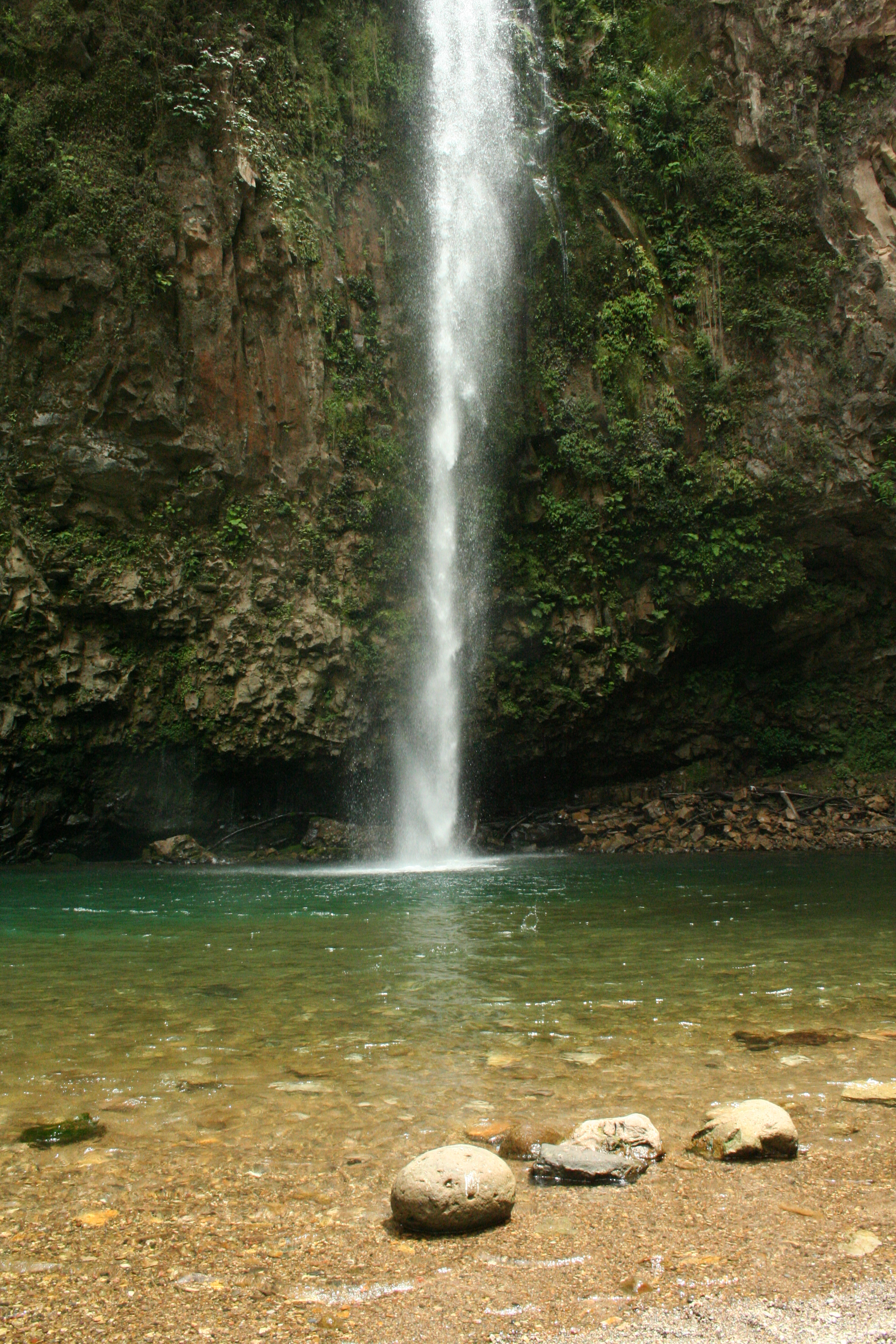